# Eleição para governador do Delaware em 2012
A eleição para governador do estado americano do Delaware foi realizada em 6 de novembro de 2012 em simultâneo com as eleições para a câmara dos representantes, para o senado, para alguns governos estaduais e para o presidente da república. O governador Jack Markell venceu a eleição com 69,33% dos votos.

## Eleição geral
Ambos os candidatos foram escolhidos nas primárias de seu partido sem oposição, que foram realizadas em 11 de setembro.

### Candidatos
- Jeff Cragg (R), empresário[2]
- Jack Markell (D), atual governador[3]